# North Shore (Oʻahu)

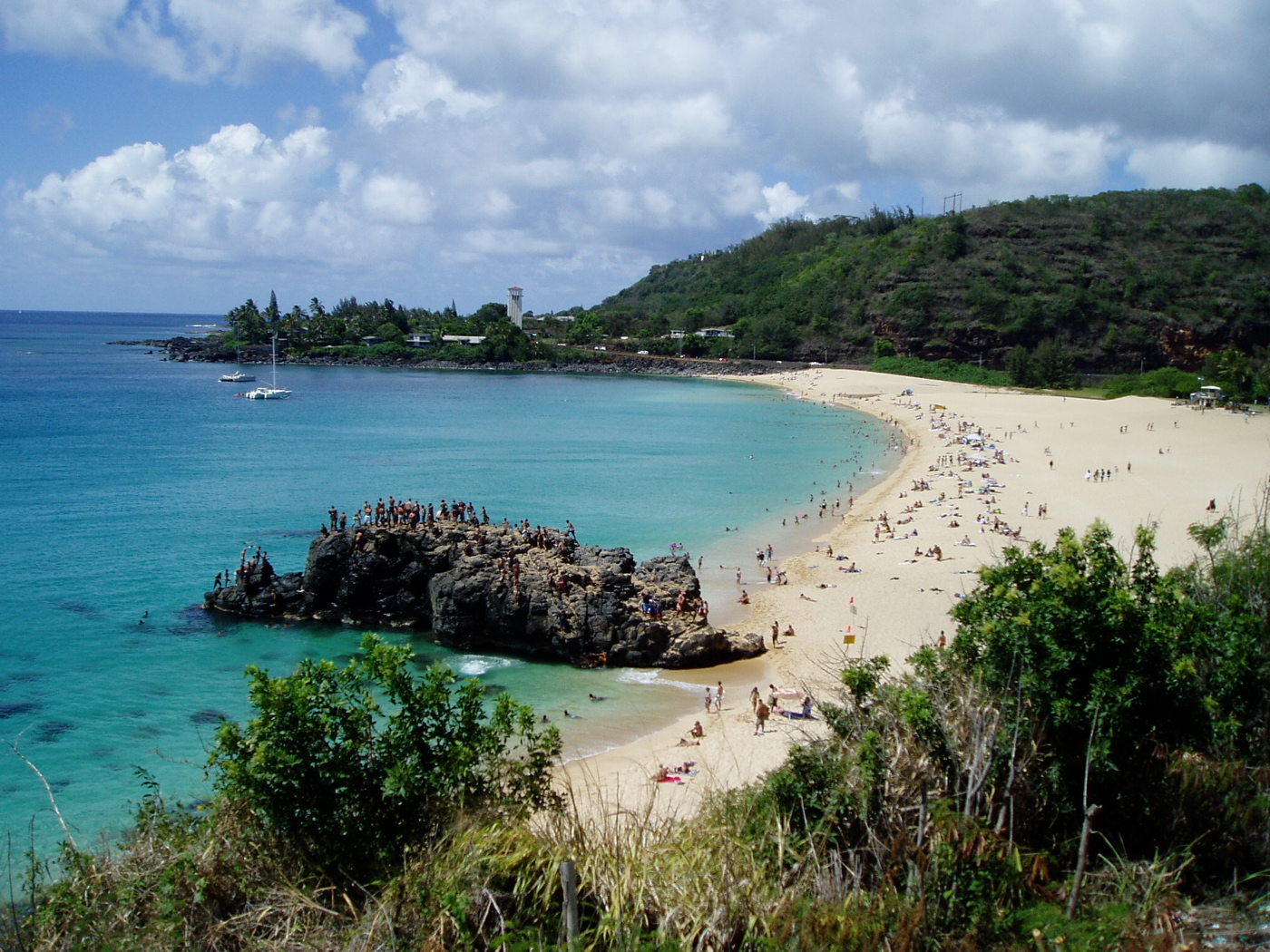
Die Waimea Bay an der North Shore.

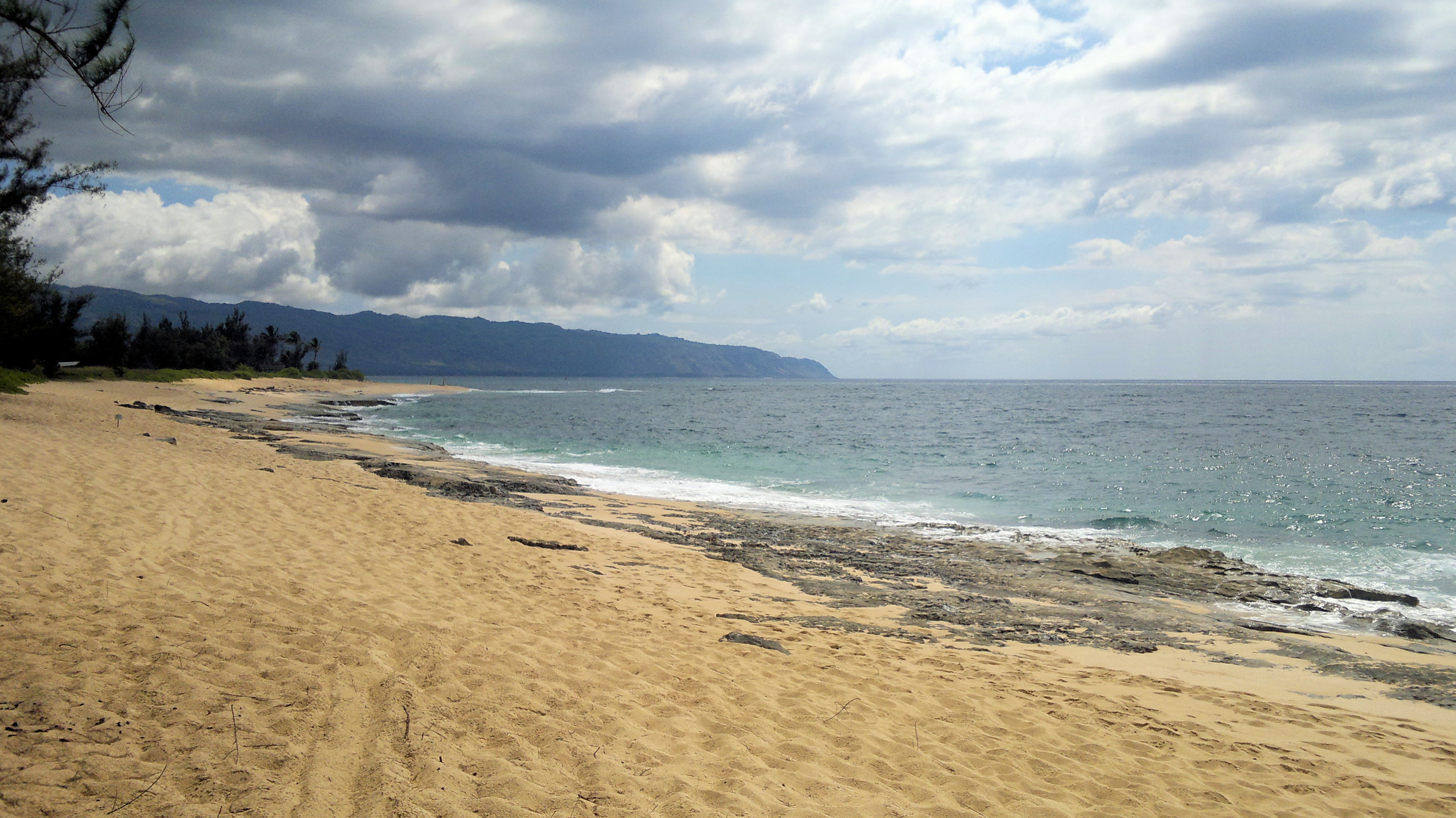
Papailoa Beach, Strand der Fernsehserie "Lost".

Als North Shore wird die Nordküste der Hawaii-Insel Oʻahu zwischen Kaʻena Point (⊙) – dem westlichsten – und Kahuku Point (⊙) – dem nördlichsten Punkt von Oʻahu – bezeichnet.  Sie ist gemeinhin für ihre berühmten Surfreviere und Sandstrände bekannt. Besonders im Winter kommen oft meterhohe Wellen vor, im Sommer herrscht dagegen spiegelglatte See.
Die North-Shore ist auch Austragungsort dreier der berühmtesten Surfwettbewerbe, der Triple Crown of Surfing, der zum Beispiel auch die Billabong Pipeline Masters angehören.
Größte Stadt in der Gegend ist Haleʻiwa. Sechs Kilometer westlich liegt der Flugplatz Dillingham, der vor allem für  motorisierte Hang-Glider- und Segelflüge sowie von Fallschirmspringern genutzt wird. An der North Shore wird auch intensive Landwirtschaft betrieben. Hier befinden sich die größten Anbaufelder von Papaya, Ananas, Spargel und Kakao der Insel. Im erweiterten Sinn als Region kann die Bezeichnung North Shore auch zusätzlich die Nordostküste bis Hauʻula umfassen.

## Orte
An der North Shore liegen fünf Census-designated places:
- Mokulēʻia
- Waialua
- Haleʻiwa
- Pūpūkea
- Kawela Bay

In der Region North Shore zusätzlich:

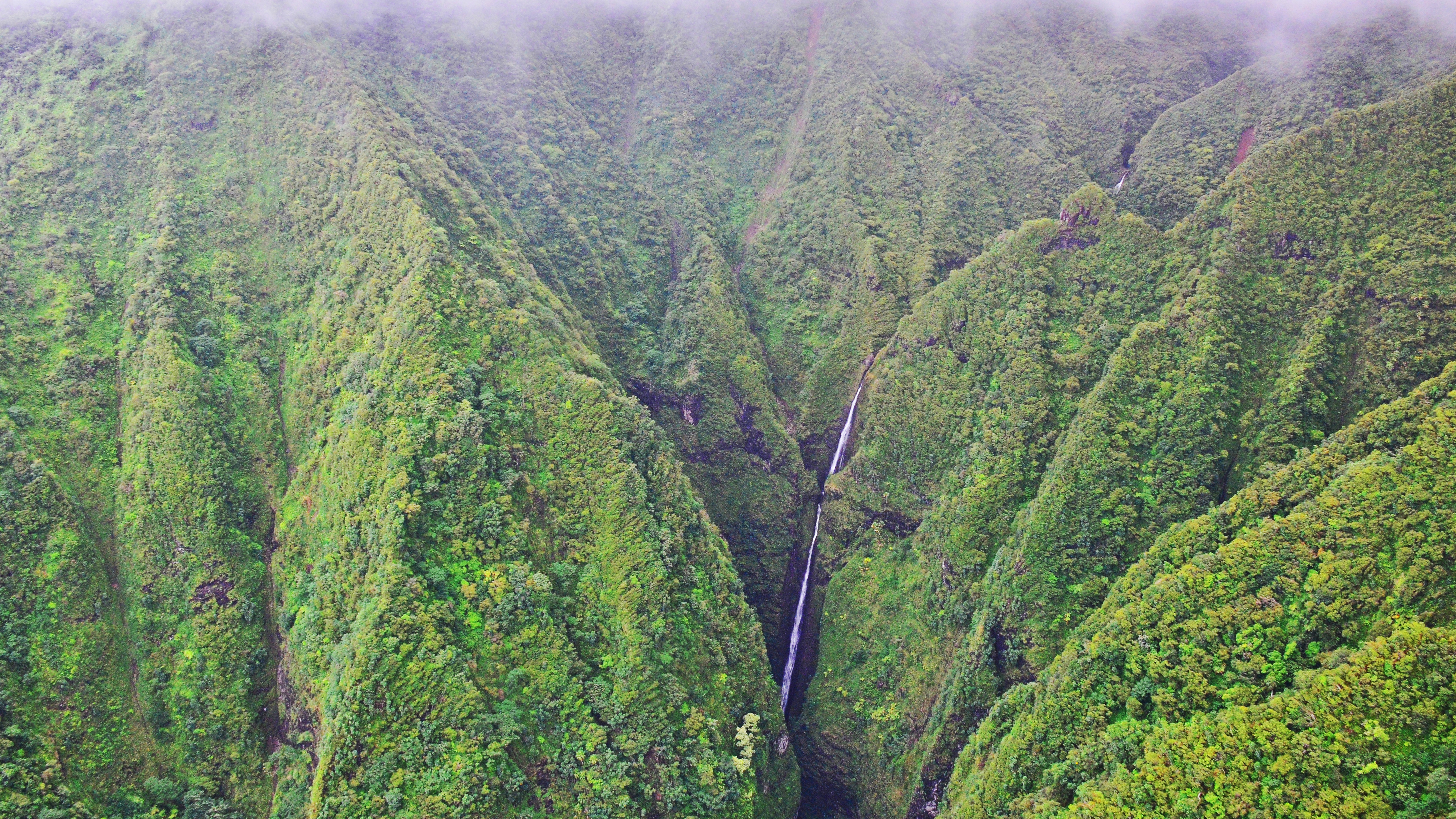
Sacred Falls State Park

- Kahuku
- Lāʻie
- Hauʻula

## Bekannte Strände
Bekannte Strände (von Norden nach Süden)
- Turtle Beach (Laniakea Beach)
- Sunset Beach
- Banzai Pipeline
- Sharks' Cove
- Waimea Bay

## Sehenswürdigkeiten
- Wasserfall in Waimea Valley

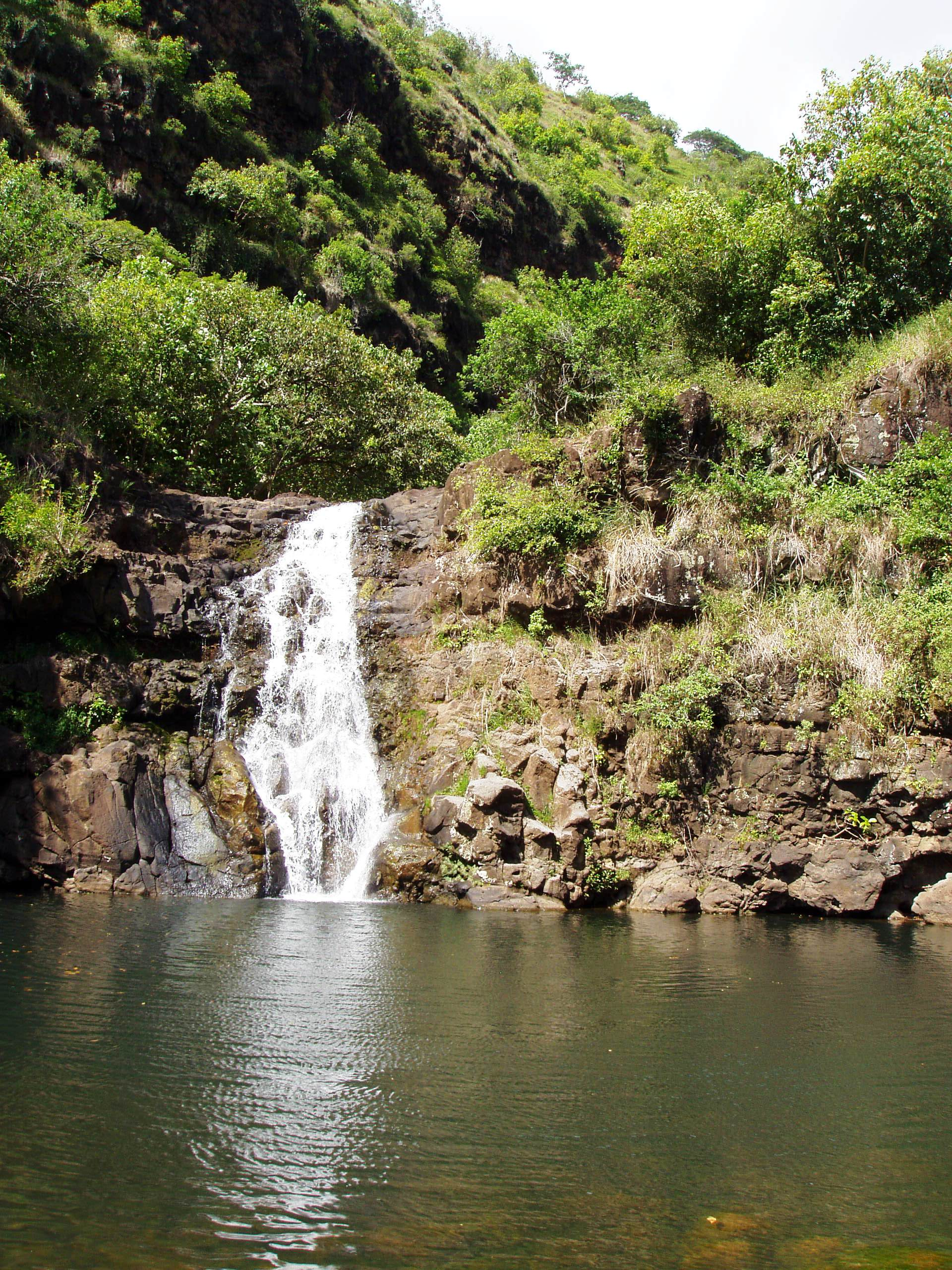
Wasserfall in Waimea Valley

- Puʻu o Mahuka Heiau State Historic Site: größter alter hawaiischer Tempel (Heiau) von Oʻahu
- Wanderwege im Pupukea-Paumalu Forstreservat
- Historischer Ortskern von Haleʻiwa – die beliebteste Kleinstadt von Hawaii (lt. Hawai'i Magazine)[5]

## Filme und TV-Serien
- Blue Crush
- Hawaii Fünf-Null (TV-Serie)
- Hawaii Five-0 (TV-Serie)
- Lost (TV-Serie)
- Magnum (TV-Serie)
- Magnum P.I. (TV-Serie)
- North Shore
- North Shore (TV-Serie)
- Die Reimanns – Ein außergewöhnliches Leben (Reality TV-Serie)